# Операция «Железный молот»

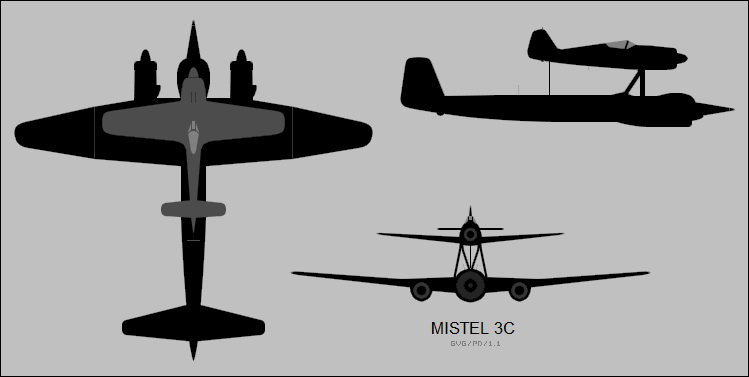
Бомбардировщик Ju 88 и истребитель Fw 190, соединённые в конфигурацию «Mistel»

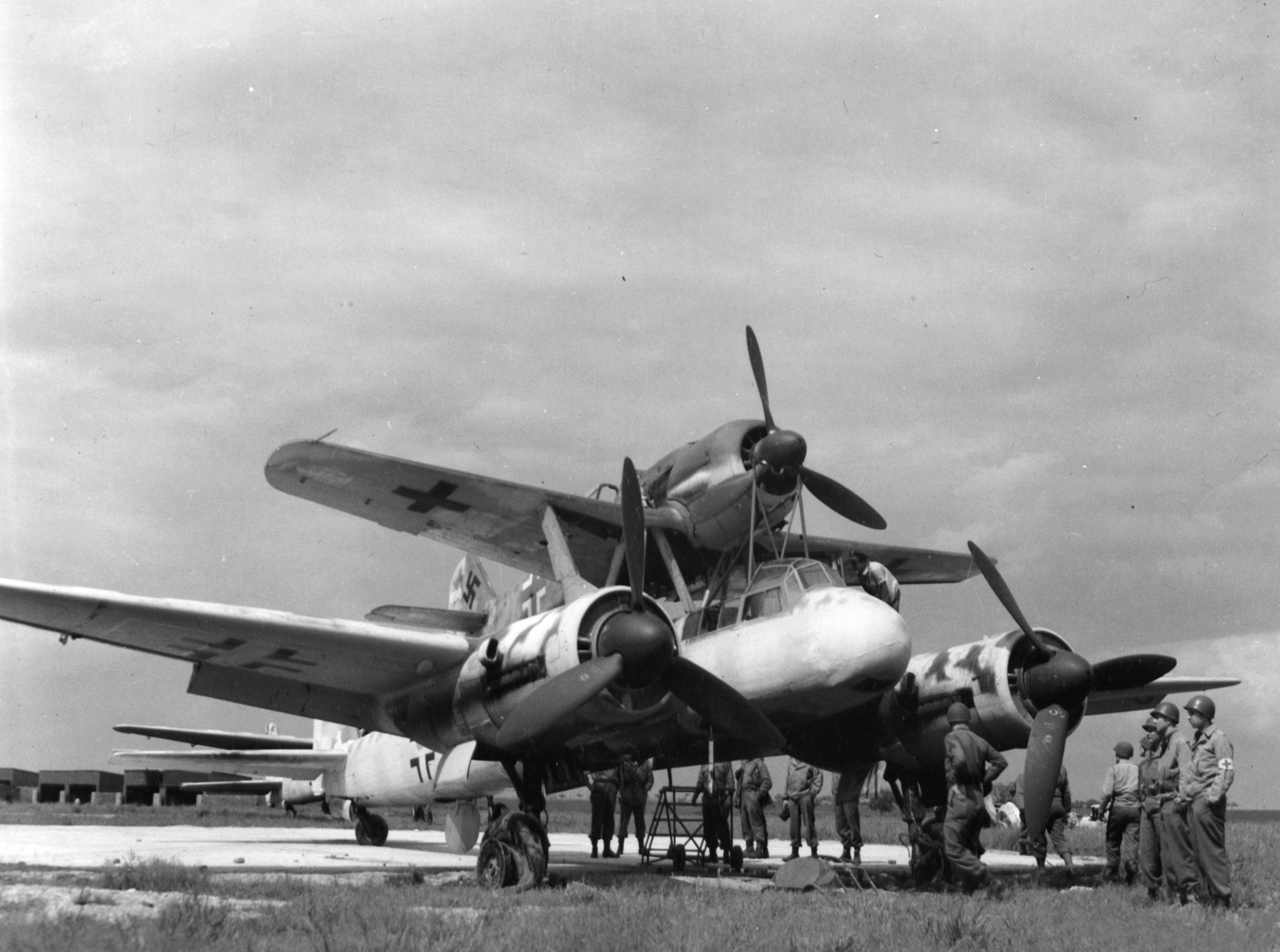

Операция «Железный молот» (Операция «Айзенхаммер», нем. Unternehmen Eisenhammer) была планируемой операцией стратегических бомбардировок электростанций и соответствующей инфраструктуры городов Москва и Горький в СССР, которая готовилась нацистской Германией во время Второй мировой войны, но в итоге была отменена.

## История
Важнейшим элементом советской программы электрификации было строительство огромной и продуманной системы гидроэлектростанций, которая получала энергию от Волги и её притоков. Три четверти электроэнергии, необходимой для снабжения военной промышленности, обеспечивались некоторыми важными объектами.
В 1943 году профессором Генрихом Штайнманом (1899—1969), чиновником в Имперском министерстве авиации, был разработан план операции «Железный молот». Планировалось в результате бомбардировки уничтожить двенадцать водяных турбин на электростанциях под Москвой, Горьким, Тулой, Сталиногорском и под Рыбинским водохранилищем, а также нанести удар по некоторым подстанциям, линиям электропередач и фабрикам. Предполагалось, что если в ходе операции удастся уничтожить хотя бы две трети турбин, советская оборонная промышленность лишится около 75 процентов используемой ею энергии. Только два небольших энергетических центра за Уралом и на советском Дальнем Востоке остались бы не тронутыми. В то время в Советском Союзе отсутствовали возможности по производству турбин, и единственный ремонтный завод (в Ленинграде) был сильно поврежден в ходе военных действий.
Для достижения этой цели привлекались специальные бомбардировщики дальнего действия системы «Mistel». По плану операции, для уничтожения водяных турбин, в воду должны были быть сброшены специальные плавучие мины под названием «Зоммербаллон» («летний шар»), чтобы затем они с потоком воды попали прямо в турбины.
Из-за нехватки бомбардировщиков и горючего, технических проблем с плавающими минами и захватом Красной армией передовых аэродромов базирования, план «Айзенхаммер» неоднократно откладывался. Однако в феврале 1945 года план был воскрешён, и спецподразделение KG 200 (спецслужба в рамках люфтваффе) собрало разведывательные самолёты и около 100 бомбардировщиков спайки «Mistel» под Берлином и ждало благоприятной погоды, чтобы атаковать объекты вокруг Москвы.

## Отмена операции
В результате воздушного налёта авиации США на основной испытательный центр военной авиации в Рехлине было уничтожено 18 самолётов конструкции «Mistel», после чего план был вновь отложен и вскоре после этого окончательно отменён.